# 因斯布鲁克市政厅
因斯布鲁克市政厅（Innsbruck Town Hall）是奥地利因斯布鲁克地方政府的所在地。第一个市政厅建于1358年，是蒂罗尔州的第一个市政厅，现在被称为“老市政厅”。1897年市政当局搬迁到新市政厅，是由批发商莱昂纳德·兰捐赠的一个酒店。新市政厅在第二次世界大战中严重受损，在1947-48年重建。

## 新市政厅综合体
1996年，为新市政厅综合体举行了一次国际建筑设计竞赛。获胜者是法国建筑师多米尼克·佩罗。综合体完成于2002年，包括餐厅，酒店，以及市政厅购物廊（Rathausgallerien）。它采用公私合作伙伴关系模式开发，市政府提供土地，而私人财团修复旧市政厅建筑，并建设新的建筑，包括6000平方米的市政办公空间。

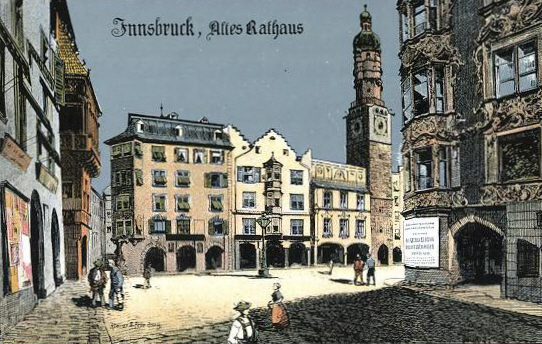
老市政厅
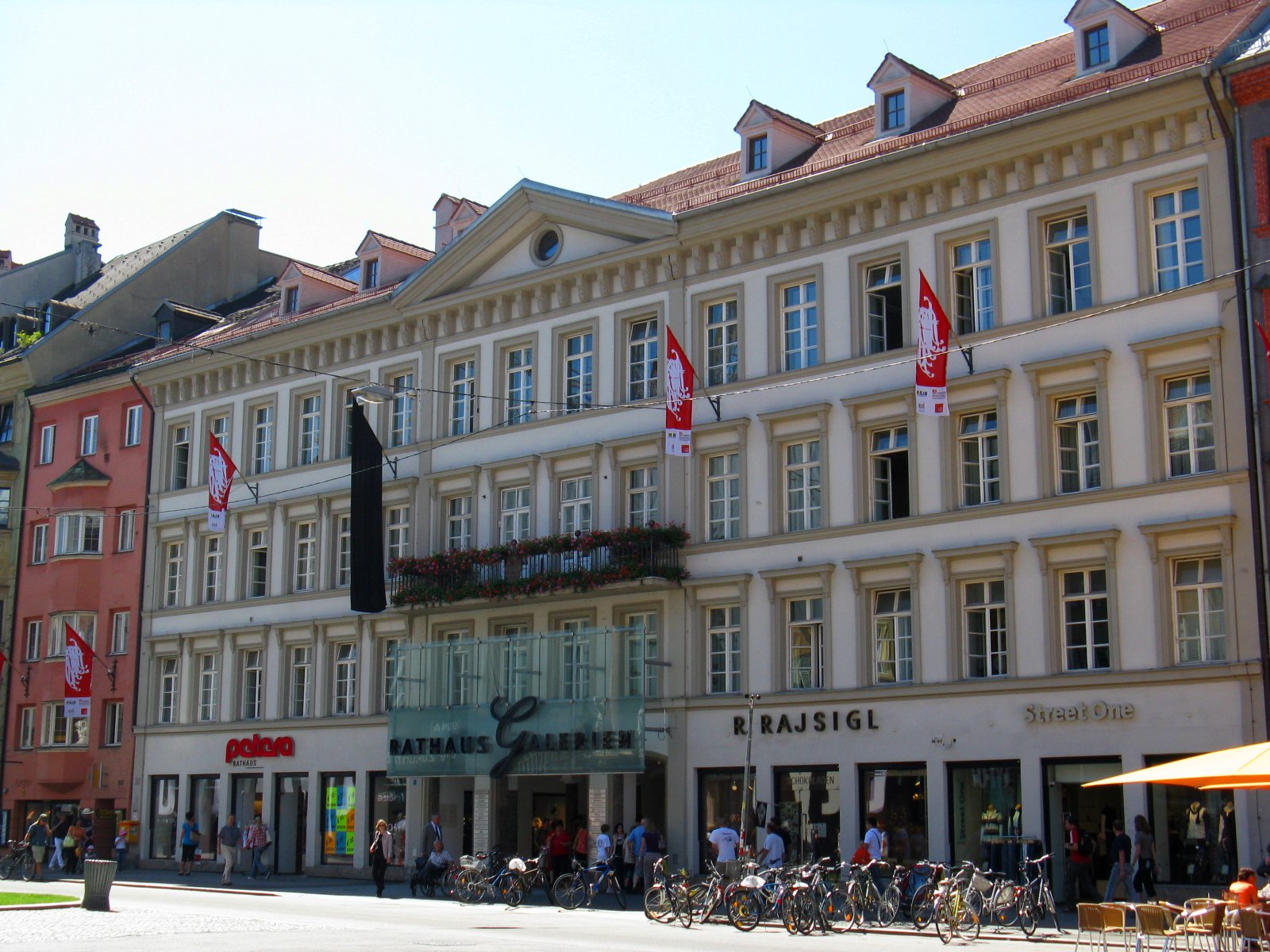
新市政厅
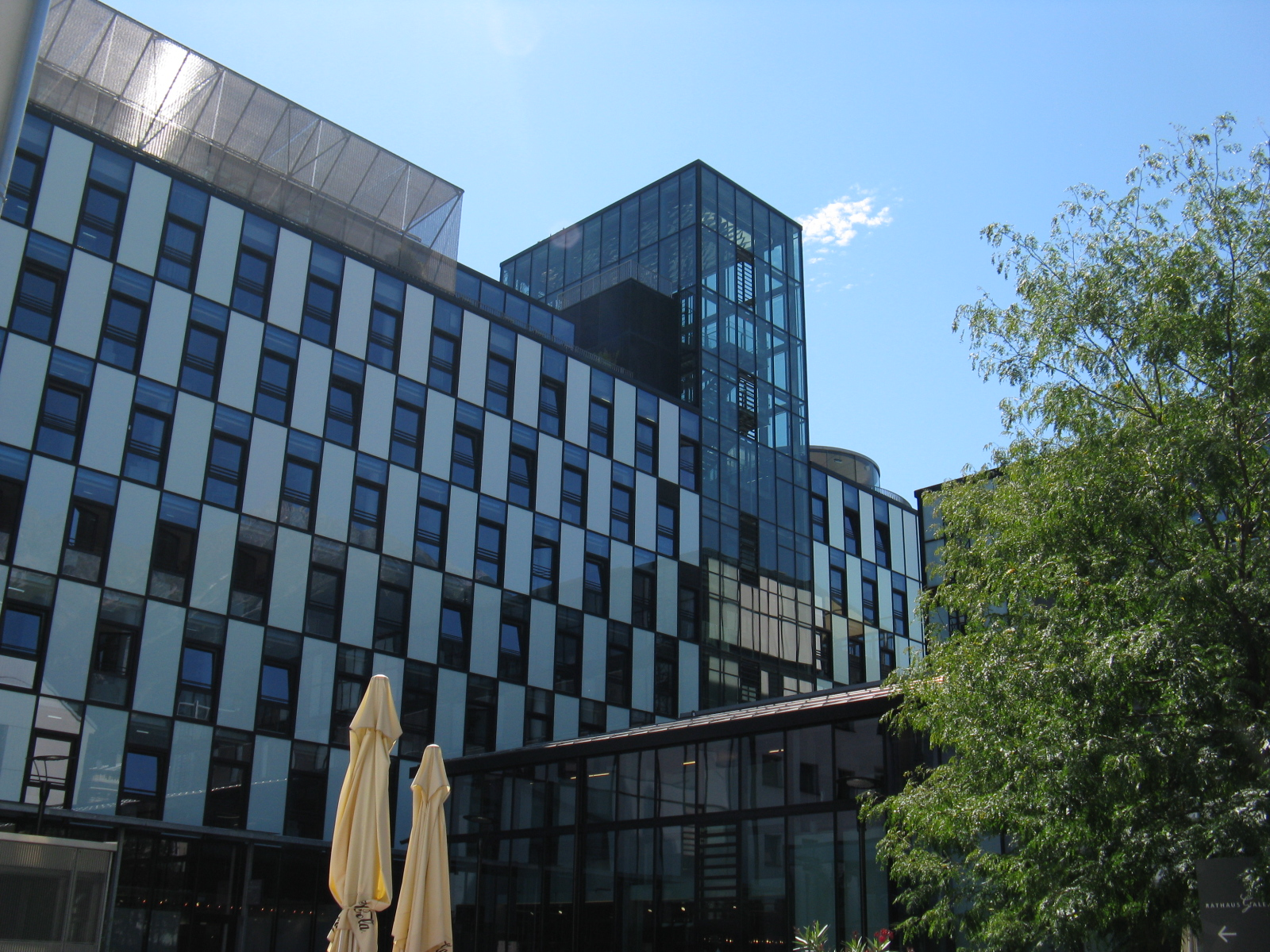
新市政厅扩建项目
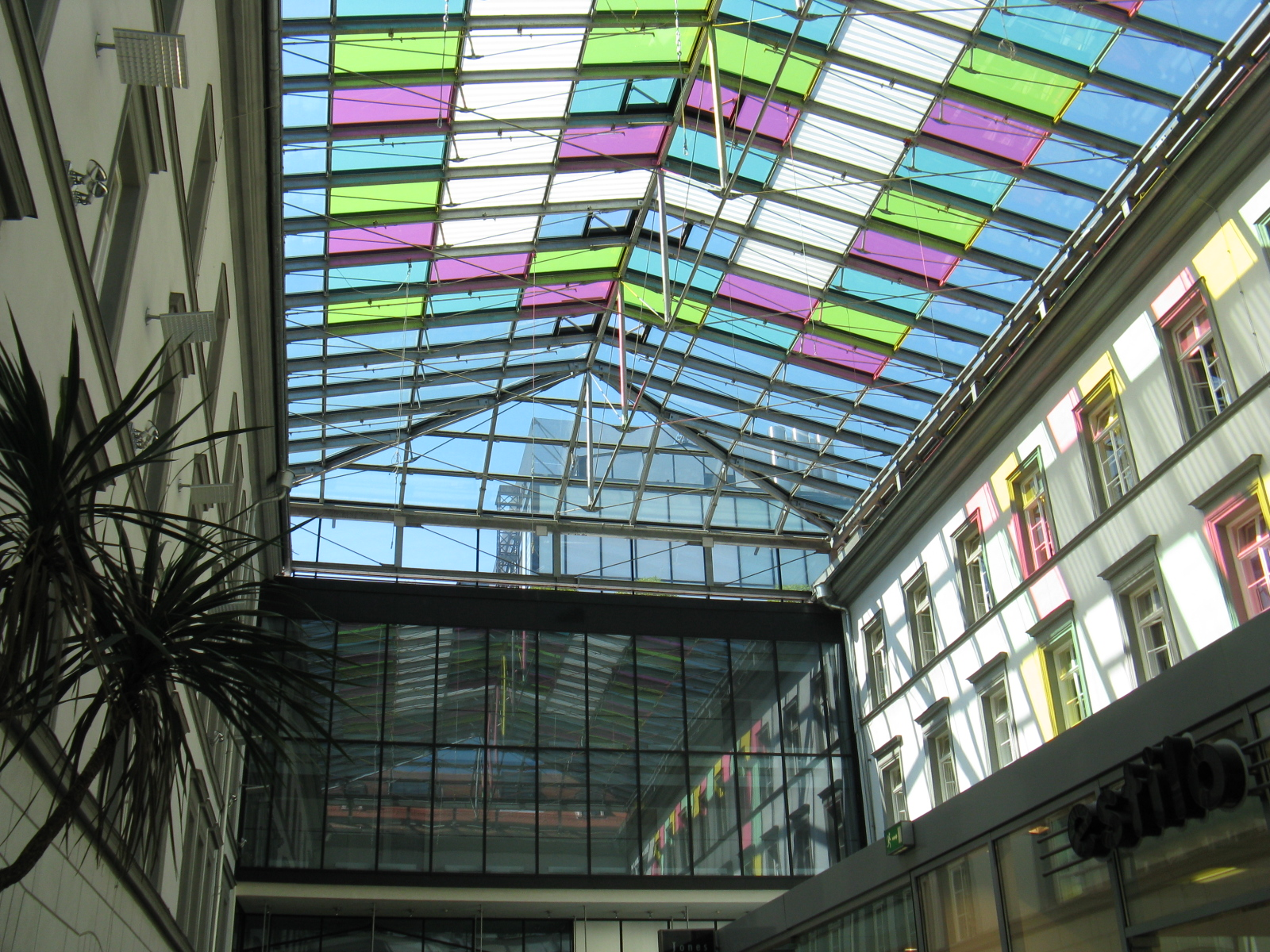
购物廊